# Nuoto ai Giochi della XXIV Olimpiade - 100 metri farfalla femminili

## Record
Prima di questa competizione, il record del mondo (WR) e il record olimpico (OR) erano i seguenti.
|  | 57"93 | Mary T. Meagher Stati Uniti | 16 agosto 1981 Brown Deer, Stati Uniti |
|  | 59"05 | Mary T. Meagher Stati Uniti | 2 agosto 1984 Los Angeles, Stati Uniti |

Durante l'evento è stato migliorato il record olimpico:
| Data         | Evento   | Atleta       | Nazione      | Tempo | Record |
| ------------ | -------- | ------------ | ------------ | ----- | ------ |
| 23 settembre | Finale A | Kristin Otto | Germania Est | 59"00 |        |

## Batterie
Si sono svolte 4 batterie di qualificazione. I primi 8 atleti si sono qualificati per la finale A (Q), i successivi 8 hanno invece disputato la finale B (q).
| #  | Batteria | Atleta                | Nazionalità      | Tempo   | Note |
| -- | -------- | --------------------- | ---------------- | ------- | ---- |
| 1  | 5        | Catherine Plewinski   | Francia          | 59"34   | Q    |
| 2  | 4        | Birte Weigang         | Germania Est     | 59"97   | Q    |
| 3  | 5        | Kristin Otto          | Germania Est     | 1'00"40 | Q    |
| 4  | 4        | Qian Hong             | Cina             | 1'00"66 | Q    |
| 5  | 5        | Conny van Bentum      | Paesi Bassi      | 1'00"94 | Q    |
| 6  | 3        | Janel Jorgensen       | Stati Uniti      | 1'00"97 | Q    |
| 7  | 4        | Wang Xiaohong         | Cina             | 1'01"18 | Q    |
| 8  | 3        | Mary T. Meagher       | Stati Uniti      | 1'01"48 | Q    |
| 9  | 5        | Svitlana Kopchykova   | Unione Sovietica | 1'01"85 | q    |
| 10 | 5        | Fiona Alessandri      | Australia        | 1'01"90 | q    |
| 11 | 3        | Neviana Miteva        | Bulgaria         | 1'02"01 | q    |
| 12 | 3        | Kiyomi Takahashi      | Giappone         | 1'02"04 | q    |
| 13 | 3        | Ilaria Tocchini       | Italia           | 1'02"07 | q    |
| 14 | 4        | Jacqueline Delord     | Francia          | 1'02"24 | q    |
| 15 | 5        | Gabi Reha             | Germania Ovest   | 1'02"27 | q    |
| 16 | 4        | Takayo Kitano         | Giappone         | 1'02"39 | q    |
| 17 | 2        | María Luisa Fernández | Spagna           | 1'02"47 |      |
| 18 | 4        | Caroline Foot         | Gran Bretagna    | 1'02"76 |      |
| 19 | 4        | Ina Beyermann         | Germania Ovest   | 1'02"85 |      |
| 20 | 5        | Jane Kerr             | Canada           | 1'02"91 |      |
| 21 | 3        | Annabelle Cripps      | Gran Bretagna    | 1'03"34 |      |
| 22 | 5        | Agneta Eriksson       | Svezia           | 1'03"45 |      |
| 23 | 4        | Andrea Nugent         | Canada           | 1'03"69 |      |
| 24 | 3        | Emanuela Viola        | Italia           | 1'03"91 |      |
| 24 | 3        | Stela Pura            | Romania          | 1'03"91 |      |
| 26 | 2        | Lee Hong-mi           | Corea del Sud    | 1'04"36 |      |
| 27 | 2        | Sandra Neves          | Portogallo       | 1'04"60 |      |
| 28 | 2        | Blanca Morales        | Guatemala        | 1'05"02 |      |
| 29 | 2        | Marlene Bruten        | Messico          | 1'05"37 |      |
| 30 | 2        | Kim Soo-jin           | Corea del Sud    | 1'06"14 |      |
| 31 | 2        | Hung Cee Kay          | Hong Kong        | 1'06"94 |      |
| 32 | 2        | Chang Hui-chien       | Taipei cinese    | 1'07"36 |      |
| 33 | 1        | Marcela Cuesta        | Costa Rica       | 1'07"66 |      |
| 34 | 1        | Nguyễn Kiều Oanh      | Vietnam          | 1'07"96 |      |
| 35 | 1        | Ana Joselina Fortin   | Honduras         | 1'07"99 |      |
| 36 | 1        | Annemarie Munk        | Hong Kong        | 1'08"35 |      |
| 37 | 1        | Sharon Pickering      | Figi             | 1'10"51 |      |
| 38 | 1        | Cina Munch            | Figi             | 1'12"03 |      |
| 39 | 1        | Elsa Freire           | Angola           | 1'12"27 |      |
| 40 | 1        | Barbara Gayle         | Guam             | 1'12"84 |      |

## Finale B
| Posizione | Atleta              | Paese            | Tempo   | Note |
| --------- | ------------------- | ---------------- | ------- | ---- |
| 1         | Svitlana Kopchykova | Unione Sovietica | 1'01"48 |      |
| 2         | Kiyomi Takahashi    | Giappone         | 1'01"80 |      |
| 3         | Jacqueline Delord   | Francia          | 1'02"45 |      |
| 4         | Neviana Miteva      | Bulgaria         | 1'02"47 |      |
| 5         | Fiona Alessandri    | Australia        | 1'02"51 |      |
| 6         | Takayo Kitano       | Giappone         | 1'02"53 |      |
| 7         | Gabi Reha           | Germania Ovest   | 1'02"63 |      |
| 8         | Ilaria Tocchini     | Italia           | 1'02"78 |      |

## Finale A
| Posizione | Atleta              | Paese        | Tempo   | Note |
| --------- | ------------------- | ------------ | ------- | ---- |
| Oro       | Kristin Otto        | Germania Est | 59"00   |      |
| Argento   | Birte Weigang       | Germania Est | 59"45   |      |
| Bronzo    | Qian Hong           | Cina         | 59"52   |      |
| 4         | Catherine Plewinski | Francia      | 59"58   |      |
| 5         | Janel Jorgensen     | Stati Uniti  | 1'00"48 |      |
| 6         | Conny van Bentum    | Paesi Bassi  | 1'00"62 |      |
| 7         | Mary T. Meagher     | Stati Uniti  | 1'00"97 |      |
| 8         | Wang Xiaohong       | Cina         | 1'01"15 |      |